# Узунов, Георги Стоянов
Георги Стоянов Узунов (11 октября 1904, Искрец, Софийская область, Болгария — 5 июня 1971, София Болгария) — болгарский медик и физиолог, член (1961—71) и заместитель председателя Болгарской АН (1961—68).

## Биография
Родился Георги Узунов 11 октября 1904 года в Искреце. Вскоре переехал в Софию и поступил на медицинский факультет СофГУ, который с успехом окончил в 1929 году. Проходил две международные стажировке — одну в Марбурге (Германия) (1937), другую в Москве (СССР) (1955). С 1946 по 1950 год занимал должность директора невропсихиатрической клиники при медицинском факультете СофГУ. С 1954 по 1970 год занимал должность профессора и руководителя кафедра, а также директора психиатрической клиники Медицинской академии, одновременно с этим с 1952 по 1960 год заведовал секцией неврологии и психиатрии института клинической медицины Болгарской АН.
Скончался Георги Узунов 5 июня 1971 года в Софии.

## Научные работы
Основные научные работы посвящены физиологии и патологии нервной системы.
- Активно содействовал реорганизации службы профилактики и лечения психических заболеваний в Болгарии.
- Ряд работ посвящён изучению энцефалитов и патогенеза эпилептического припадка.

## Членство в обществах
- 1953—71 — Член Международной медицинской ассоциации по изучению условий жизни и здоровья.
- 1957—71 — Член Всемирной федерации неврологии.
- 1962—71 — Иностранный член АМН СССР.
- 1964—71 — Почётный член Всесоюзного научно-медицинского общества невропатологов и психиатров.
- 1965—71 — Почётный иностранный член Французского общества неврологов.
- 1965—71 — Член Всемирной ассоциации по психиатрии.
- Член многих других научных обществ.

## Награды, премии и почётные звания
- 1969 — Герой социалистического труда НРБ; Димитровская премия НРБ.

## Список использованной литературы
- Биологи. Биографический справочник.— Киев.: Наук. думка, 1984. — 816 с.: ил.